# Jeanne Jugan
Svatá Jeanne Jugan (řeholním jménem: Marie od Kříže; 25. října 1792, Cancale – 29. srpna 1879, Saint-Pern) byla francouzská řeholnice a zakladatelka kongregace Malých sester chudých.

## Život

### Mládí
Narodila se 25. října 1792 v Cancale jako šestá z osmi dětí Josepha a Marie Juganových. Vyrůstala během politických a náboženských otřesů Velké francouzské revoluce. Když jí bylo čtyři roky, její otec který byl rybářem, se ztratil na moři. Její matka se snažila zajistit vše potřebné pro Jeanne i její sourozence a zároveň jim tajně poskytovala náboženskou výuku uprostřed antikatolického pronásledování.
Když byla velmi mladá, pracovala jako pastýřka a učila se plést a příst vlnu. Sotva uměla číst a psát. Když jí bylo 16 let, začala pracovat jako pomocnice v kuchyni u vikomtesy de la Choue. Vikomtesa byla oddaná katolička a Jeanne jí doprovázela, když navštěvovala nemocné a chudé. V 18 letech odmítla sňatek. Řekla své matce, že Bůh s ní má jiné plány. Ve 25 letech se mladá žena stala spolupracovnicí kongregace Ježíše a Marie založenou svatým Janem Eudesem. Jugan také pracovala jako zdravotní sestra v městské nemocnici v Saint-Servan. Po šesti letech opustila nemocnici kvůli zdravotním problémům.
Roku 1837 ona a 72letá žena Françoise Aubertová si pronajaly část malého domku, kde byly spojeny s Virginii Tredanielovou, která byla 17letým sirotkem. Tyto tři ženy založily katolické společenství modlitby, které se věnovalo výuce katechismu a pomoci chudým.

### Zakladatelka
V zimě roku 1839 se setkala s Anne Chauvin, postarší ženou, která byla slepá, částečně ochrnutá a neměl se o ní kdo starat. Jugan jí odvedla do domku, kde se o ní starala. Poté se objevily další dvě ženy a Jeanne roku 1841 pronajala prostor pro zajištění bydlení pro více osob. Následující rok získala budovu asi pro 40 lidí. Se souhlasem spolupracovníků se zaměřila na opuštěné starší ženy a začala vznikat kongregace Malých sester chudých. Jeanne napsala jednoduché stanovy pro nově vzniklou komunitu. Během 40 let 19. století se k ní připojilo mnoho mladých žen, které chtěly sloužit starším chudým lidem.
Roku 1847 na základě žádosti Lea Duponta, který je znám jako „Svatý muž z Tours“, založily dům v tomto městě. Roku 1850 vstoupilo do sboru přes 100 žen.

### Rozšíření
Komunita se začala šířit po celé Francii, roku 1851 v Anglii. V letech 1866–1871 byla založeny pět komunit v USA. Roku 1879 měla kongregace asi 2 400 sester v Evropě a Severní Americe. Ve stejný rok papež Lev XIII. schválil jejich stanovy.
Zemřela 29. srpna 1879 v Saint-Pernu. V době její smrti mnoho sester nevědělo že to byla právě ona, a ne otec Le Pailleur, kdo založila kongregaci. Nicméně otec Le Pailleur byl vyšetřován a roku 1890 byla Jeanne uznána jako zakladatelka. Její tělo odpočívá v mateřském domě v Saint-Pernu.

## Proces svatořečení
Proces byl zahájen 4. listopadu 1935 v arcidiecézi Rennes. Dne 13. července 1979 jí papež sv. Jan Pavel II. prohlásil Ctihodnou. Blahořečena byla stejným papežem 3. října 1982 a svatořečena 11. října 2009 papežem Benediktem XVI.